# Culex vaxus
Culex vaxus är en tvåvingeart som beskrevs av Dyar 1920. Culex vaxus ingår i släktet Culex och familjen stickmyggor.
Artens utbredningsområde är Surinam. Inga underarter finns listade i Catalogue of Life.